# 버디 해킷

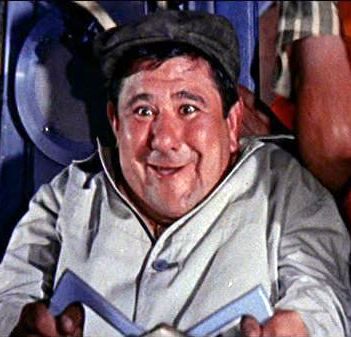

버디 해킷(Buddy Hackett, 1924년 8월 31일 ~ 2003년 6월 30일)는 미국의 연극 배우, 영화배우, 텔레비전 배우, 성우이다. 브루클린에서 태어났으며 말리부에서 사망하였다. 사인은 당뇨병이다.

## 영화
- 인어 공주 2 (2000년) - 스커틀 목소리 역
- 더 레이트 레이트 쇼 위드 크레이그 킬본 (1999년)
- 폴리 (1998년)
- 인어 공주 (1989년) - 스커틀 목소리 역
- 스크루지 (1988년) - 스크루지 역 (특별출연)
- 더 폴 가이 (1981년)
- 헤이 베이비! (1980년)
- 사랑의 유람선 (1977년)
- 형사 Q (1976년)
- 러브 버그 (1969년)
- 해변 파티 2 - 육체미 해변 파티 (1964년)
- 매드 매드 대소동 (1963년) - 벤지 벤자민 역
- 뮤직 맨 (1962년)
- 가즈 리틀 에이커 (1958년)
- 워킹 마이 베이비 백 홈 (1953년)